# Mictyricola proxima
Mictyricola proxima is een eenoogkreeftjessoort uit de familie van de Laophontidae. De wetenschappelijke naam van de soort is voor het eerst geldig gepubliceerd in 1957 door Nicholls.